# Вихіно (електродепо)
55°42′39″ пн. ш. 37°49′43″ сх. д. / 55.71083° пн. ш. 37.82861° сх. д.
Електродепо «Вихіно» (колишнє «Ждановське»; рос. Выхино) (ТЧ-11) обслуговує Тагансько-Краснопресненську лінію Московського метрополітену.

## Лінії, що обслуговуються
| Лінія                             | Роки                                   |
| --------------------------------- | -------------------------------------- |
| Тагансько-Краснопресненська лінія | з 1966 (до 1975 — єдине депо на лінії) |

## Рухомий склад
| Тип вагонів             | Роки        |
| ----------------------- | ----------- |
| Е                       | 1966–1978   |
| Еж, Еж1, Ем-508, Ем-509 | 1971 – 1974 |
| Еж3, Ем-508Т            | 1974 — 2017 |
| 81-717/714              | 2012 — 2016 |
| 81-760/761 «Ока»        | 2015 — 2018 |
| 81-760А/761А/763А «Ока» | 2016 — 2018 |
| 81-765/766/767 «Москва» | з 2017      |